# 小鱗愛麗魚
小鱗愛麗魚，為輻鰭魚綱鱸形目隆頭魚亞目慈鯛科的其中一種，分布於非洲坦干伊喀湖北部近坦尚尼亞的流域，體長可達11公分，棲息在中底層水域，成群活動，屬肉食性，以浮游生物及貝類等為食，生活習性不明，可作為觀賞魚。

## 擴展閱讀
維基物種上的相關：小鱗愛麗魚